# Lethrus appendiculatus
Lethrus appendiculatus is een keversoort uit de familie mesttorren (Geotrupidae). De wetenschappelijke naam van de soort werd in 1891 gepubliceerd door Jakovlev.